# Tim Thomlinson
Tim Thomlinson (Edmonton, Alberta, 1958. április 18. –) kanadai jégkorongozó, kapus.

## Pályafutása
Komolyabb junior karrierjét az AJHL-ben kezdte a Spruce Grove Metsben. A következő idényben az Edmonton Oil Kingsben játszott majd visszakerült a Spruce Grove Metsbe egy mérkőzésre. 1976–1977-ben a Portland Winter Hawksban játszott. 1977–1978-ban a Billings Bighornsban szerepelt. Az 1978-as NHL-amatőr drafton a Colorado Rockies választotta ki az ötödik kör 73. helyén. Az NHL-ben sosem játszott. Az 1978–1979-es szezonban az IHL-es Saginaw Gearsben és a Muskegon Mohawksban játszott. A következő szezonban az IHL-es Fort Wayne Kometsban és a szintén IHL-es Dayton Gemsben játszott valamint még két mérkőzésen pályára lépett a CHL-es Fort Worth Texansban. Ezután visszavonult.

## Külső hivatkozások
- Statisztika